# 2514 Taiyuan
2514 Taiyuan è un asteroide della fascia principale. Scoperto nel 1964, presenta un'orbita caratterizzata da un semiasse maggiore pari a 2,6506235 UA e da un'eccentricità di 0,0990657, inclinata di 2,34350° rispetto all'eclittica.
Porta il nome di Taiyuan, capoluogo della provincia cinese dello Shanxi.